# Bruno Margarucci Riccini
Bruno Margarucci Riccini (Ancona, 30 luglio 1895 – Ancona, 21 dicembre 1969) è stato un militare italiano, figlio di Etelredo e Burattini Silvia.

## Biografia
Diplomato nel 1914 presso l'Istituto Nautico di Livorno, ottenuto il grado di guardiamarina di complemento, fu assegnato alle unità siluranti dislocate nel porto di Ancona, con compiti di pattugliamento sul Medio e Alto Adriatico.
Alla fine della Prima guerra mondiale, congedato, gli fu conferita la patente di capitano di lungo corso.
Dopo diversi imbarchi come ufficiale di coperta di navi mercantili su rotte oceaniche, ottenne un incarico presso il consolato italiano in Ecuador (Guayaquil e Quito), dove si trattenne sino al successivo richiamo alle armi con il grado di tenente di vascello di complemento per partecipare alle operazioni militari in Africa Orientale.
Dopo una breve parentesi di ritorno alla vita civile, allo scoppio della Seconda guerra mondiale fu di nuovo richiamato in servizio con il grado di capitano di corvetta di complemento.
Prima assegnato al Comando Marina Alto Adriatico di Venezia, quindi comandante in 2ª presso il Comando Marina di Ancona, fu poi inviato a Stampalia (Egeo) come Comandante Militare della base navale dal 1º aprile 1942 al 24 settembre 1943.
Dopo l'armistizio, abbandonato il comando di Stampalia, fu trasferito alla base navale di Lero (Egeo), assegnato al Comando Marina con prevalenti incarichi di ufficiale di collegamento con le Unità Britanniche là intervenute in aiuto degli Italiani.
Per 52 giorni, dal 24 settembre al 16 novembre 1943, a Lero si svolsero incessanti e violentissimi combattimenti contro l'assedio di soverchianti forze tedesche (furono abbattuti più di cento bombardieri in picchiata JU87 e sparati, da parte italiana, tra tiro contraereo e navale, circa centocinquantamila colpi di cannone).
Dopo la capitolazione di Lero, casualmente scampato alle immediate fucilazioni perpetrate dai Tedeschi (la presenza degli Inglesi, scomodi testimoni, evitò forse quanto già accaduto a Cefalonia), veniva fatto prigioniero, imbarcato il 24 novembre con destinazione Il Pireo e quindi dopo sedici giorni di viaggio su tradotta militare giunse prima al campo di prigionia di Versen (Hannover) e poi, in ordine temporale, di Siedlce (Polonia), Częstochowa (Polonia), Norimberga, Gross Hesepe (Hannover): fu liberato da un reparto canadese il 6 aprile 1945, dopo lo sfondamento del fronte sul Reno.
Nonostante l'effettiva e documentata co-belligeranza con le forze alleate, considerato un comune prigioniero di guerra, gli fu negato, pur richiesto insistentemente, l'immediato rimpatrio per unirsi alle forze di liberazione. Poté ritornare ad Ancona e riabbracciare moglie e figli solo il 12 settembre 1945.
Ritornato questa volta definitivamente alla vita civile si dedicò alla famiglia e al lavoro, conclusosi come condirettore di banca.

## Onorificenze militari
- Brevetto n. 282 - Operazioni Militari Africa Orientale
- Brevetto n. 06421 - Medaglia di Bronzo al Valore Militare "sul campo" - Lero, settembre-novembre 1943
- Brevetto n. 131 - "Patrioti Volontari della Libertà"
- Brevetto n. 8121 - Partecipazione alla Guerra di Liberazione
- Concessione di qualifica di Partigiano Combattente per il periodo settembre 1943 - maggio 1945
- Croce al Merito di Guerra (n. 69755 - 882, 1ª e 2ª concessione, Lero)
- Encomio Solenne (n. 14818 - Lero)